# 51 هـ
51 هـ هي سنة في التقويم الهجري امتدت مقابلةً في التقويم الميلادي بين سنتي 671 و672.

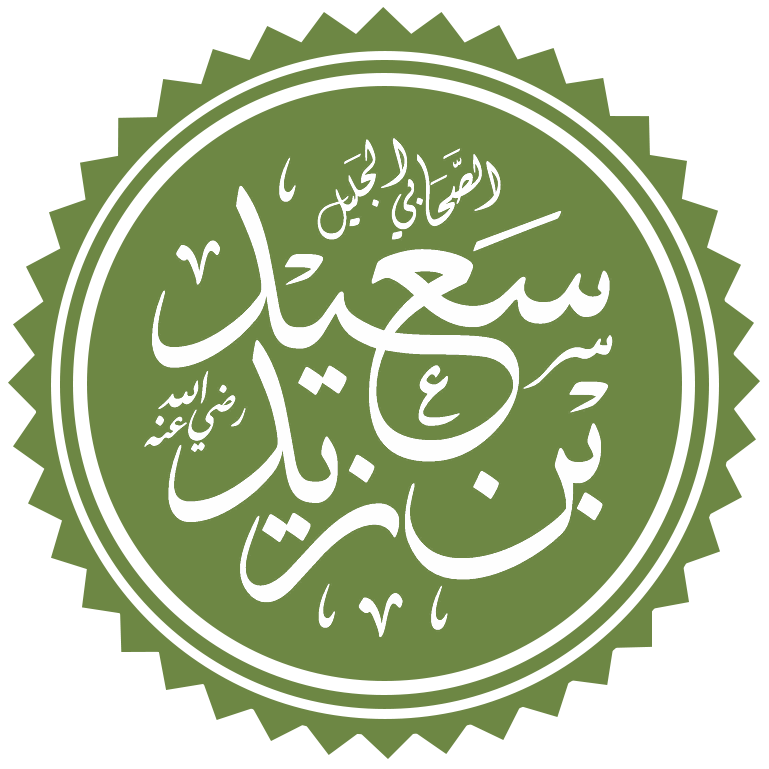
سعيد بن زيد

## أحداث
- أخذ البيعة ليزيد بن معاوية

## وفيات
- أبو بكرة
- عبد الرحمن بن حسان العنزي
- عثمان بن أبي العاص
- كعب بن مالك
- جعفر بن أبي سفيان بن الحارث بن عبد المطلب
- سعيد بن زيد
- أم المؤمنين ميمونة بنت الحارث